# Sint-Raphaëlkerk (Hengelo)
De Sint-Raphaëlkerk is een rooms-katholieke kerk in de Hengelose wijk Klein Driene, gelegen op de hoek van de Mozartlaan en de J. Haydnlaan. 
De kerk werd eind jaren 1950 gebouwd naar ontwerp van de Groningse architect Herman van Wissen. Op 12 juli 1959 vond de inwijding plaats door aartsbisschop Alfrink. Oorspronkelijk was de kerk uitsluitend bedoeld voor de katholieke bevolking van Klein Driene. De zuidelijker gelegen en nieuwere wijk Groot Driene had kerkte in de Exoduskerk, een noodgebouw. Later zijn beide parochies gefuseerd. 
In 2015 is de kerk verkocht aan de Chaldeeuws-Katholieke Kerk, een Oosterse katholieke kerk in eenheid met de Heilige Stoel. Veel mensen van Iraakse afkomst in Twente behoren daar toe. Enkele ruimten worden nog gehuurd door de rooms-katholieke parochie en voormalige parochianen.
Naast de klokkentoren is een Mariakapel die dagelijks geopend is. In de kerk is op de wand achter het priesterkoor een muurschildering in natte kalk van de Duitse kunstenaar Eugen Keller te zien, voorstellende het visioen van de heilige apostel Johannes. 
De kerk is, als onderdeel van het beschermingsprogramma Wederopbouw 1959-1965, erkend als rijksmonument.